# 사하르 돌라차히
사하르 돌라차히(페르시아어: سحر دولتشاهی, 영어: Sahar Dolatshahi, 1979년 10월 8일 ~ )는 이란의 배우이다.